# Kajillionaire
Kajillionaire ist eine US-amerikanische Tragikomödie aus dem Jahr 2020, die von Miranda July geschrieben und inszeniert wurde. Im Film spielen Evan Rachel Wood, Debra Winger und Richard Jenkins die Mitglieder einer Kleinkriminellen-Familie, deren Familiengefüge durcheinandergebracht wird, als eine Fremde (gespielt von Gina Rodriguez) als Außenseiterin zu einem geplanten Raubzug geholt wird.

## Handlung
Im Mittelpunkt steht die 26-jährige Frau Old Dolio Dyne, die zu einer Familie kleinkrimineller Betrüger gehört. Die gesamte Familie ist zwar chronisch knapp bei Kasse, jedoch stolz darauf, kriminell zu sein und sich mit minimalen Einkommen durchs Leben zu schlagen.
Nach einer Pechsträhne schuldet die Familie mehrere Monate rückständige Miete für ihre 500-Dollar-Wohnung, die eigentlich ein heruntergekommenes Büro in einer Seifenfabrik ist. Als Old Dolio drei Tickets für eine Reise nach New York bei einem Preisausschreiben gewinnt, fliegt sie zusammen mit ihren Eltern nach New York. Der Plan ist, während der Reise Geld wegen eines angeblich verlorenen Gepäckstücks von der Fluggesellschaft abzustauben, um das Geld für die Miete aufbringen zu können.
Auf dem Flug lernen sie Melanie, eine hübsche junge Frau, kennen. Sie offenbaren ihr ihren Betrug und bringen sie dazu, sich als ihre Tochter auszugeben, während sie das Gepäck abholen. Melanie erweist sich als überraschend aufgeschlossen gegenüber solchen Trickbetrügereien und steigt in den Familienbetrieb ein.
Melanie erzählt von ihrer Arbeit und macht die Familie Dyne mit ihren älteren Kunden bekannt. Die Dynes beginnen, diese um kleinere Geldbeträge zu betrügen. Das geht schief, als ein sterbender Mann die Familie bittet, sich als seine Familie auszugeben, während er stirbt. Von diesem Erlebnis ist Old Dolio geschockt. Sie ist eifersüchtig und enttäuscht, als ihre Eltern Melanie trösten, während sie Old Dolio nur ignorieren.
Old Dolio hört, wie liebevoll ihre Mutter mit Melanie umgeht, und möchte als Tochter ebenfalls liebevoll behandelt werden. Deshalb bietet sie Melanie das gesamte Geld der Gepäckversicherung im Gegenzug für die Erfahrung einer liebevollen Behandlung an, die sie von ihren Eltern nie erfahren durfte. Melanie nimmt Old Dolios Angebot an und nimmt sie mit in ihre Wohnung. Melanie überlegt sich ein umfassendes Dienstleistungspaket an liebevoller Behandlung, mit dem sie auch sogleich beginnt.
Nach ein paar Tagen tauchen Old Dolios Eltern in Melanies Wohnung auf, sagen Old Dolio, dass sie sie lieben und vermissen. Sie geben ihr 17 Geburtstagsgeschenke, auf die sie als Kind verzichten musste. Das 18. Geschenk, eine Halskette, erhält Old Dolio bei einem gemeinsamen Abendessen in einem Restaurant, bei dem die Eltern versprechen, sich zu ändern.
In Melanies Wohnung werden die Eltern auf die Probe gestellt: Old Dolio und Melanie haben das gesamte Geld der Gepäckversicherung im Sicherungskasten versteckt. Sie möchten sehen, ob sich die Eltern tatsächlich geändert haben oder doch das Geld stehlen würden. Old Dolio hält es auch für möglich, dass ihre Eltern den Großteil des Geldes stehlen könnten, aber ihr 525 Dollar als den ihr zustehenden Anteil der ergaunerten Summe zurücklassen könnten. Dies wäre ein Zeichen, dass die Eltern sie eben nur auf diese Weise lieben könnten. Zu Melanies und Old Dolios Überraschung ist das Geld der Gepäckversicherung jedoch vollständig da.
Als Melanie und Old Dolio jedoch am nächsten Morgen aus dem Schlafzimmer kommen, finden sie den Rest der Wohnung komplett leergeräumt vor. Alle nicht fest verdübelten Möbel, Einrichtungsgegenstände und Elektrogeräte wurden offenbar über den Balkon abtransportiert. Auch das Geld ist weg. Zurückgeblieben sind nur die 17 Geschenke einschließlich der Kassenbons. Bei Rückgabe im Geschäft summiert sich der Gesamtpreis auf 485,05 Dollar, bis Melanie bemerkt, dass sie vergessen haben, auch die Halskette zurückzugeben. Somit erhalten sie 525 Dollar, also exakt den Old Dolio zustehenden Anteil aus dem Versicherungsbetrug.
Old Dolio und Melanie küssen sich, als der Film im Laden endet.

## Kritiken
Christoph Petersen von Filmstarts schreibt als Fazit, „die Familien-Tragikomödie ist derart bizarr, dass es einen am Ende tatsächlich überrascht, wie sehr das Schicksal der superskurrilen Figuren trotzdem berührt“.
Doris Kuhn meint in der Süddeutschen, Kajillionaire sei eine „Studie über Isolation und Liebesentzug“. Andererseits sei „von Tristesse wenig zu spüren. Mit größter Unschuld hofft [Old Dolio], den Eltern doch irgendwann eine Gefühlsregung abzuringen, und jubelt dem Film damit einen widersinnigen, mitreißenden Optimismus unter“. Melanie sei „der Beweis für eine Realität, in der die Menschen sensibel miteinander umgehen, das sprengt die Machtstrukturen innerhalb der Gaunerfamilie“.

## Auszeichnungen
GLAAD Media Awards 2021
- Nominierung in der Kategorie Outstanding Film – Limited Release[6]